# Jüdischer Friedhof (Rischenau)

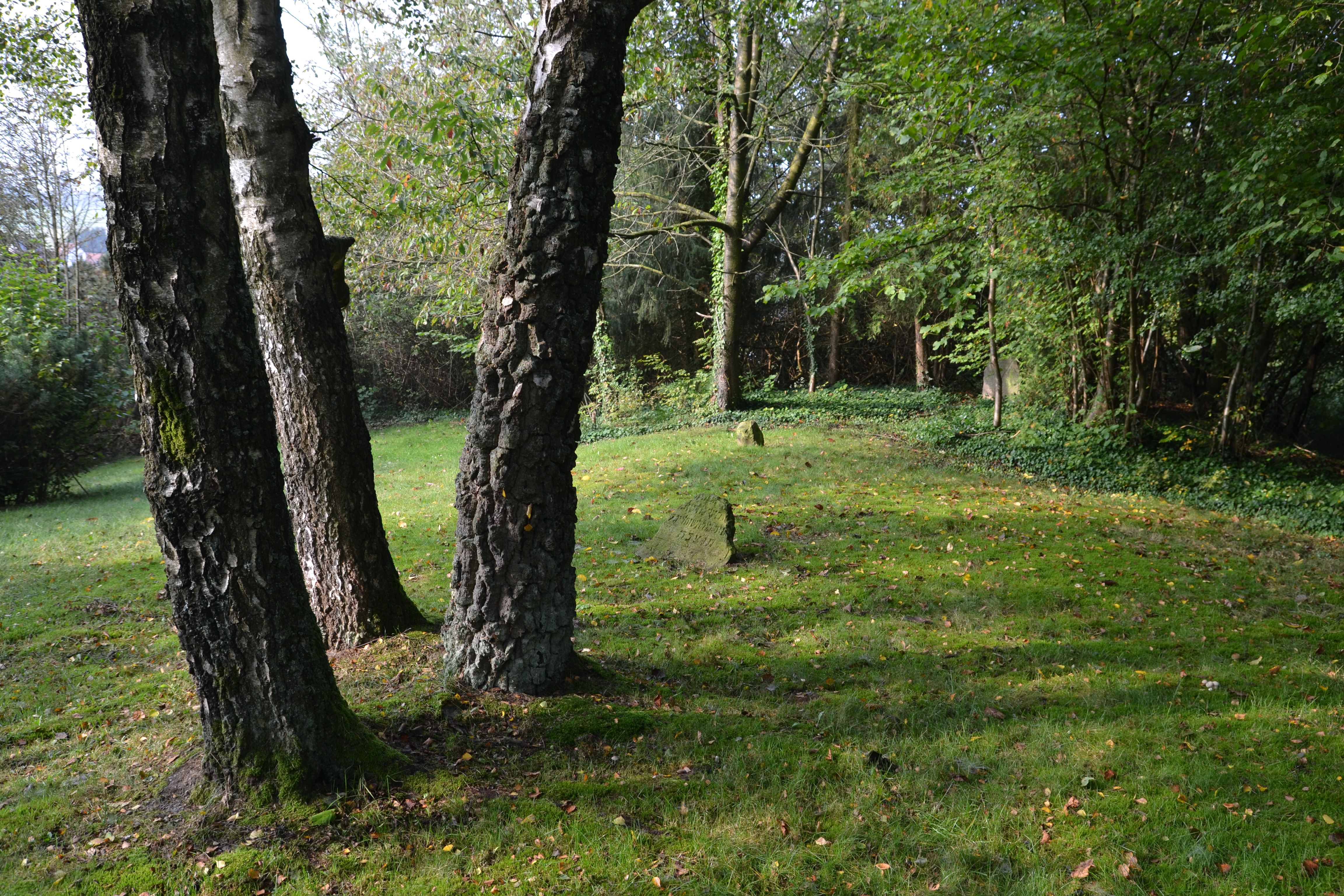
Jüdischer Friedhof in Rischenau

Der Jüdische Friedhof Rischenau liegt in Rischenau, einer Ortschaft der Gemeinde Lügde im Kreis Lippe in Nordrhein-Westfalen. Der jüdische Friedhof ist mit der Nummer 50 als Baudenkmal in die Denkmalliste der Stadt Lügde eingetragen.

## Beschreibung
Der Jüdische Friedhof liegt im Norden der Ortschaft Rischenau, auf dem ehemaligen Judenbrink. Aufgrund von archäologischen Ausgrabungen wurde nachgewiesen, dass sich am Ort des jüdischen Friedhofs einst eine kleine Herrenburg befand, die vermutlich zwischen 1150 und 1200 erbaut wurde. Außerdem wird hier der Standort des nur aus schriftlichen Quellen bekannten Klosters Burghagen vermutet, welches später verlegt und zum Kloster Falkenhagen wurde. Das heutige Gelände steht daher auch als Bodendenkmal unter Schutz.
Über die Entstehung des Friedhofs ist nichts genaues bekannt, er wurde bis etwa 1850 belegt. Im Zweiten Weltkrieg wurden Schützengräben durch den Friedhof verlaufend angelegt – er wurde dadurch völlig verwüstet. Nach 1945 wurde der Friedhof neu angelegt. Auf dem Friedhof sind heute noch 2 Grabsteine (Mazewot) erhalten.